# Roystonea regia
Roystonea regia, conocida como palma real, es una especie de  palma cuya altura, elegancia y fácil cultivo la ha convertido en una de los árboles utilizados como ornamental más común en el mundo. Es también el más simbólico de los campos de Cuba,  donde es reconocido como árbol nacional. El epíteto específico «regia» viene del latín rēgia y significa "real" (del Rey).

## Descripción

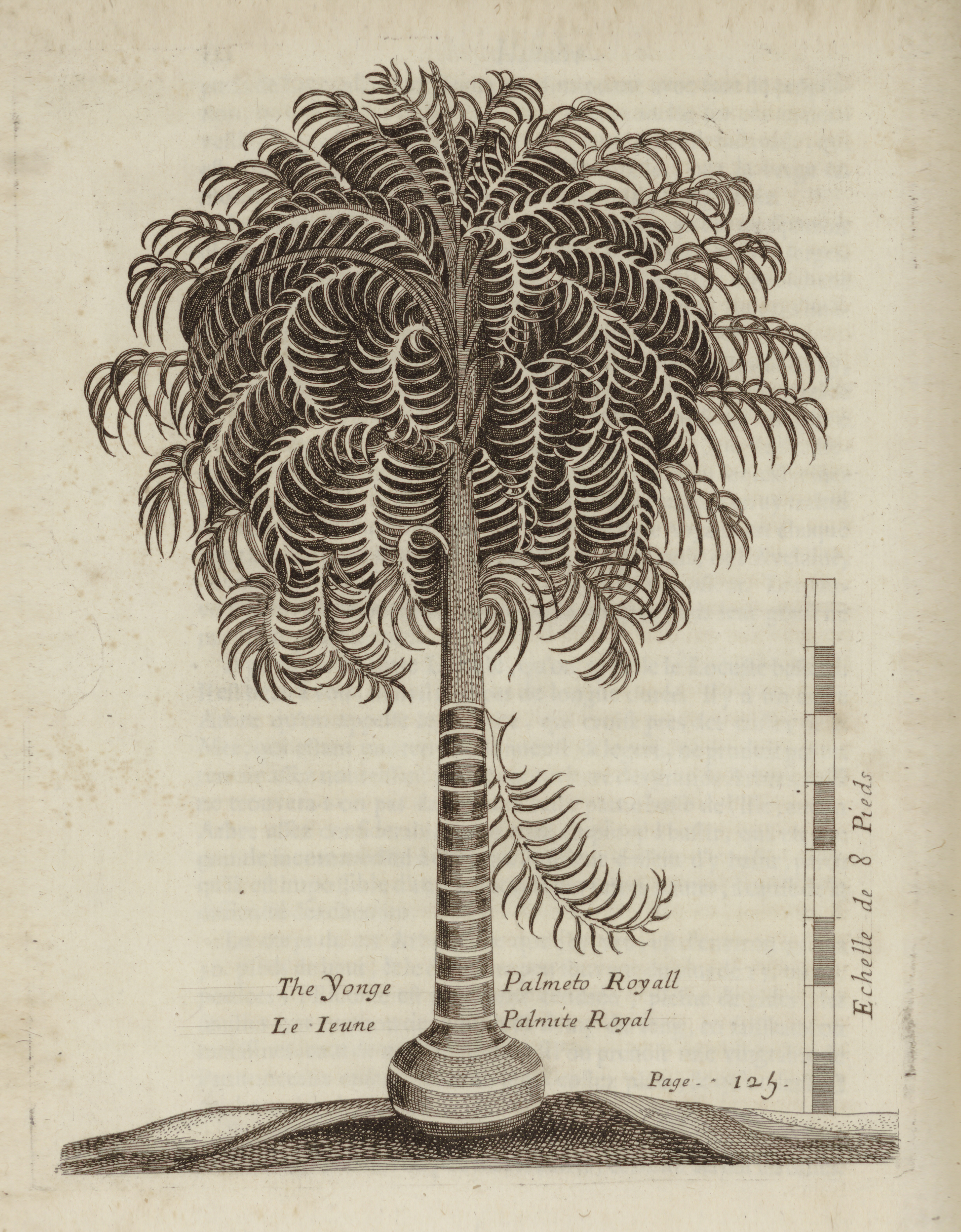
Le Ieune Palmite Royal, 1674

Palma solitaria cuyo estípite suele tener hasta unos 25 metros de altura, pero en algunos casos puede llegar hasta 40 m. Su tronco es liso, de color grisáceo claro, tiene la apariencia de una columna elegante, ligeramente fusiforme, que engruesa ligeramente a media altura, para luego volver a adelgazar. El diámetro de tronco puede alcanzar los 50 o 60 cm. Tiene un penacho terminal de hojas que alcanzan hasta 6 metros de largo. Las hojas tienen en su base un peciolo envainador (yagua)  muy grande y liso que envuelve el tronco. Las hojas son pinnadas y los foliolos o pinnas,  muy numerosos, bífidos en el ápice y son verde oscuros, brillantes. La inflorescencia en espádice ramificado en dos por tres veces consecutivas y se abre, envuelta en una espata de su misma longitud, debajo de la base de la yagua de la hoja más vieja. Las flores son sésiles, lanceoladas, con 5 tépalos externos y 5 internos, los internos en la flor femenina son valvares. Los estambres,  son de 6 a 9. El ovario tiene tres cavidades y está rodeado por una cúpula de seis dientes. Los estigmas son tres, sésiles. El fruto o palmiche es una baya ligeramente alargada, unos 10 mm, y ancha unos 9 mm, de color violáceo que contiene solo una semilla.

## Distribución y hábitat
Es nativa del sur de la Florida, Puerto Rico, Belice, Bahamas, La Española, Cuba, Honduras y de algunas regiones de México y de las Islas Caimán. Hoy está plantada en todos los países de la zona intertropical y en varias regiones se ha asilvestrado (ver mapa de distribución).
Se encuentra en los llanos cultivados cubanos como principal remanente de los bosques semicaducos que eran la vegetación predominante en Cuba y también crece en terrenos montañosos fértiles y húmedos, siendo a veces más abundante en la vegetación secundaria. Al igual que en otros países americanos, la mayoría de estos árboles suele sembrarse en los cañaverales de azúcar a lo largo de los caminos de interiores para delimitar parcelas y servir de orientación por ser fáciles de distinguir a la distancia.

## Usos
La palma real tiene 
muchos usos, además de su popular cultivo en jardinería. El tronco proporciona tablas para los "bohíos" o casas campesinas. Las grandes hojas o pencas conocidas como guano sirven para techar casas. Con las espatas florales se hacen "catauros", que son como cestas no tejidas. Las vainas foliares o "yaguas" sirven para envolver las hojas curadas del tabaco en tercios y antes también eran muy usadas para hacer las paredes de los bohíos. Sus flores son una importante fuente de alimento para las abejas. Su fruto, el palmiche, cuelga muy abundantemente en racimos y brindan excelente alimento para cerdos. Los racimos ya secos son útiles como escobas rústicas.  El cogollo tierno puede servir como alimento llamado en Cuba "palmito". La floración y fructificación ocurre a lo largo de todo el año y cada palma puede dar de 2 a 8 racimos de palmiche de por lo menos 23 kg (y pueden ser de hasta 92 kg) cada uno al año. El palmiche puede ser fuente de aceite para fabricar jabón.

### Usos medicinales
En Cuba se usa la raíz en cocimiento como diurético, para expulsar piedras en la orina, para el tratamiento de la diabetes, y se dice que tiene propiedades emolientes.

## Árbol emblemático
La palma real fue elegida como el árbol nacional en Cuba por ser el más numeroso de sus árboles, por ser la especie más notoria de sus paisajes,  por su belleza, por su utilidad y por estar representada en el escudo nacional.

## Árbol ritual en Cuba

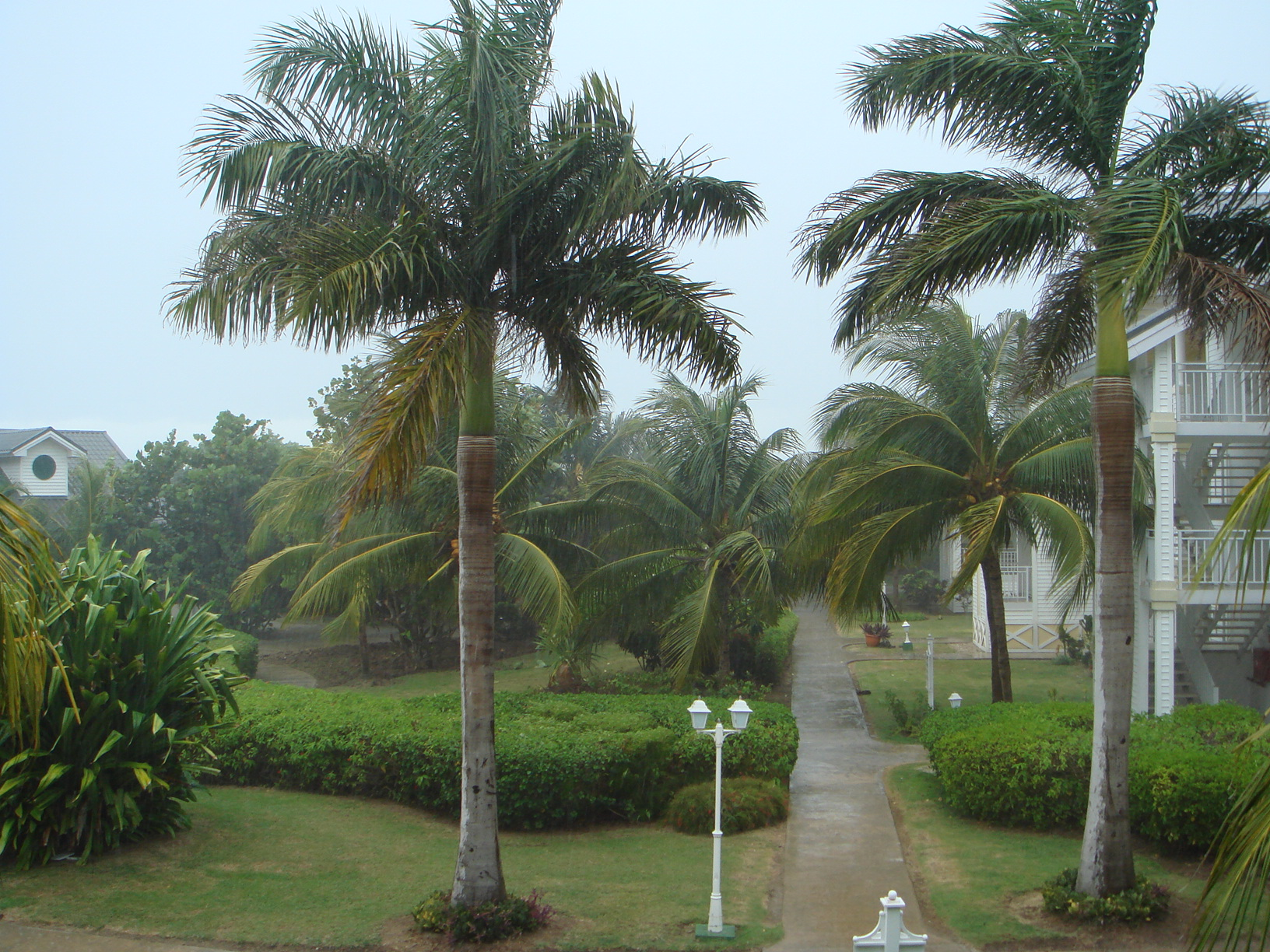
Palmas reales en Varadero, Cuba.

Es un árbol sagrado para una de las religiones más difundidas en Cuba, la Regla de Ocha, Santería o Regla de los Orishas (es decir regla de los dioses). Esta religión es originaria de los Yoruba, etnia africana de la región del golfo de Guinea en África occidental.  En Cuba esta religión fue transculturada junto con sus portadores los africanos esclavizados. Al tiempo que fue cubanizándose y sincretizándose con otros elementos religiosos, se fue convirtiendo en la religión más difundida entre los descendientes de africanos en Cuba sin importar el origen étnico. Hoy entre sus creyentes pueden hallarse todos los colores de piel.
La palma real es llamada alabbi, en yorubá, idioma ritual de esta religión en Cuba. Este árbol, que es el preferido de los rayos,  es uno de los atributos que representan a Changó.  Este orisha sincretiza en Cuba con Santa Bárbara (de la fe católica), y es el dios del fuego, del rayo, de la guerra y los tambores, y uno de los que reciben mayor devoción. Las ofrendas a Changó suelen colocarse al pie de la palma.
Sus hojas verdes sirven también para construir dentro de la "Casa de Santo" la choza donde el iniciado de Oggún (oricha de la guerra, el hierro y la forja) recibe homenajes después de la consagración.
Proveniente de Islas Canarias, existe en algunos lugares de Cuba la costumbre de azotar los árboles que no dan frutos usando escobas de racimos de palma, al tiempo que se le profieren amenazas e injurias.

## Nombres comunes
- toche grande, palma real, palma real cubana, Palma y palma criolla en Cuba.[5]
- palmiche de Cuba, palmito de Cuba.[6]
- Florida Royal palm en la Florida.
- Chaguaramo en Venezuela (usualmente referido a Roystonea oleracea).

## Taxonomía
Roystonea regia fue descrita por (Kunth) O.F.Cook  y publicado en Science 12(300): 479. 1900.
Etimología
Ver: Roystonea
regia: epíteto latino que significa "real"